# 圣萨尔瓦多-杜坎普
圣萨尔瓦多-杜坎普是葡萄牙波尔图区的一个堂区。总面积1.56平方公里，总人口1134人，人口密度726.9人/平方公里。